# Werlte
Werlte è una città di 9.407 abitanti della Bassa Sassonia, in Germania.
Appartiene al circondario dell'Emsland ed è parte della Samtgemeinde Werlte.

## Storia
Werlte ottenne il titolo di città il 22 marzo 2017.

### Simboli
Stemma

## Amministrazione

### Gemellaggi
Werlte è gemellata con:
- Lidzbark Warmiński, dal 2005